# Edward Frederick Kraus
Pour les articles homonymes, voir Kraus.
Edward Frederick Kraus, souvent abrégé en Fred Kraus est un herpétologiste américain né en 1959.
Diplômé de l'Université du Michigan, il travaille au Muséum Bishop à Hawaii.
C'est un spécialiste de l'herpétofaune néo-guinéenne.

## Quelques taxons décrits
- Albericus exclamitans Kraus & Allison, 2005
- Albericus murritus Kraus & Allison, 2009
- Albericus sanguinopictus Kraus & Allison, 2005
- Ambystoma barbouri Kraus & Petranka, 1989
- Austrochaperina septentrionalis Allison & Kraus, 2003
- Callulops eremnosphax Kraus & Allison, 2009
- Callulops marmoratus Kraus & Allison, 2003
- Callulops omnistriatus Kraus & Allison, 2009
- Choerophryne longirostris Kraus & Allison, 2001
- Cophixalus bewaniensis Kraus & Allison, 2000
- Cophixalus caverniphilus Kraus & Allison, 2009
- Cophixalus cupricarenus Kraus & Allison, 2009
- Cophixalus desticans Kraus & Allison, 2009
- Cophixalus interruptus Kraus & Allison, 2009
- Cophixalus iovaorum Kraus & Allison, 2009
- Cophixalus kethuk Kraus & Allison, 2009
- Cophixalus linnaeus Kraus & Allison, 2009
- Cophixalus melanops Kraus & Allison, 2009
- Cophixalus phaeobalius Kraus & Allison, 2009
- Cophixalus pulchellus Kraus & Allison, 2000
- Cophixalus sisyphus Kraus & Allison, 2006
- Cophixalus timidus Kraus & Allison, 2006
- Cophixalus tomaiodactylus Kraus & Allison, 2009
- Cophixalus variabilis Kraus & Allison, 2006
- Cyrtodactylus epiroticus Kraus, 2008
- Cyrtodactylus klugei Kraus, 2008
- Cyrtodactylus robustus Kraus, 2008
- Cyrtodactylus serratus Kraus, 2007
- Cyrtodactylus tripartitus Kraus, 2008
- Hylarana waliesa (Kraus & Allison, 2007)
- Hylophorbus proekes Kraus & Allison, 2009
- Liophryne magnitympanum Kraus & Allison, 2009
- Litoria bibonius Kraus & Allison, 2004
- Litoria eschata Kraus & Allison, 2009
- Litoria flavescens Kraus & Allison, 2004
- Litoria rubrops Kraus & Allison, 2004
- Mantophryne axanthogaster Kraus & Allison, 2009
- Nactus acutus Kraus, 2005
- Nactus sphaerodactylodes Kraus, 2005
- Oreophryne anamiatoi Kraus & Allison, 2009
- Oreophryne ezra Kraus & Allison, 2009
- Platymantis browni Allison & Kraus, 2001
- Platymantis bufonulus Kraus & Allison, 2007
- Platymantis caesiops Kraus & Allison, 2009
- Platymantis manus Kraus & Allison, 2009
- Platymantis sulcatus Kraus & Allison, 2007
- Typhlops hades Kraus, 2005
- Xenorhina adisca Kraus & Allison, 2003
- Xenorhina arboricola Allison & Kraus, 2000
- Xenorhina zweifeli (Kraus & Allison, 2002)